# Specialtroppen
Specialtroppen (originaltitel: The Troop) er en amerikansk-canadisk tv-serie der sendes på Nickelodeon. Serien er lavet af Max Burnett, Greg Coolidge og Chris Morgan, og havde premiere på amerikansk tv d. 18. september 2009. Anden sæson havde premiere d. 25. juni 2011.

## Handling
Serien handler om High School-eleverne, Jake, Hayley og Felix, der er med i Specialtroppen som sørger for at monstrer Jorden rundt, ikke bliver for udbredte og stadig forbliver ukendte for civile mennesker.
Deres chef, Mr. Stockley, er også lærer på skolen hvor trioen går.

## Sæson to
I sæson to tilføjes to agenter til Specialtroppen: Kirby Bancroft-Cadworth III (Matt Shively) sommer erstatter Felix, og Kadence Nash (Malese Jow).

## Personer
Jake Collins (Nicholas Purcell) er en sand leder, men ofte så modig at det går galt. Han er lun på Hayley, og bedste ven med Felix. Han har en lillesøster der til tider kan forekomme irriterende og klodset.
Felix Garcia (David Del Rio) er lidt af en nørd. Han vil gerne høre med til de seje og populære, og gør alt for at hænge med på Jakes tog. Han er let at skræmme, og ikke så modig som sin bedste ven.
Han medvirker ikke i sæson to.
Hayley Steel (Gage Golightly) er den eneste pige i trioen (i sæson ét), og meget klog. Hun er klog, sød, populær, og går meget op i skolen ved at medvirke i blandt andet cheerleeding og er i elevrådet. Hun vil gerne gå på Yale efter High School.
Kirby Bancroft-Cadworth III (Matt Shively) medvirker i sæson to. Han kommer fra en meget rig familie og har før været med i en Specialtrop.
Kadence Nash (Malese Jow) er med i sæson to. Hun er lidt af en slem drengepige, elsker skateboarding, og er desuden halvt menneske og halvt monster, hvilket Specialtroppen udmærket ved, og det ved hun.
Mr. Stockley (John Marshall Jones) er chef for Specialtroppen i den afdeling hvor Jake, Hayley, Felix, Kirby og Kadence arbejder. Han er også lærer på skolen, hvor Jake, Hayley og Felix går.